# Ліс Годміміра
Ліс Годміміра — ліс, розташований в кроні світового ясена Іггдрасілль, це єдине місце на Землі, де меч Сурта втрачає свою руйнівну силу. Єдині двоє людей, які переживуть Рагнарок — Лів та Лівтрасір сховаються тут на час Рагнароку.